# Laboratori Cornell d'Ornitologia
El Laboratori Cornell d'Ornitologia (en anglès, Cornell Lab of Ornithology) és una unitat de la Universitat Cornell a Ithaca, Nova York, que estudia els ocells i altres animals salvatges. Es troba al Imogene Powers Johnson Center for Birds and Biodiversity, al santuari de Sapsucker Woods. Aproximadament 250 científics, professors, personal i estudiants treballen en una varietat de programes dedicats a la missió del Laboratori: interpretar i conservar la diversitat biològica de la Terra mitjançant la investigació, l'educació i la ciència ciutadana centrada en les aus. El treball al laboratori és recolzat principalment pels seus 75.000 membres. El Cornell Lab publica llibres sota el Cornell Lab Publishing Group, una publicació trimestral, Living Bird i un butlletí electrònic mensual. Gestiona nombrosos projectes i llocs web de ciència ciutadana, inclòs All About Birds, guanyador del premi Webby Awards.

## Història
El Laboratori Cornell d'Ornitologia va ser fundat per Arthur Augustus Allen que va pressionar per a la creació del primer programa de postgrau en ornitologia del país, establert a la Universitat de Cornell el 1915. Inicialment, el Laboratori d'Ornitologia estava allotjat al departament d'entomologia i limnologia de la universitat.
L'observador d'ocells i empresari Lyman Stuart, els donants i diversos propiterais de terres van comprar o donar terres de conreu el 1954 que es van reservar per al santuari. Stuart va ajudar a finançar la construcció del primer edifici del laboratori, el 1957. El fundador del laboratori, Arthur Allen, amb els seus col·legues Louis Agassiz Fuertes, James Gutsell i Francis Harper, havien batejat la zona Sapsucker Woods després de descobrir la primera cria de picot pitgroc reportada a la conca del llac Cayuga. Aquest picot és ara comú a la zona i forma part del logotip del Cornell Lab.
Avui, el Laboratori Cornell d'Ornitologia es troba al Imogene Powers Johnson Center for Birds and Biodiversity que es va obrir l'estiu de 2003.

## Edifici i terrenys
Els 226-acre (0.91 km2) del santuari Sapsucker Woods conté més de quatre milles (6 km) de senders que porten els visitants al voltant de l'estany Sapsucker, als passeigs marítims, a través d'aiguamolls i boscos. Al santuari s'han registrat més de 230 espècies d'ocells. Aproximadament 55.000 persones visiten el santuari i les zones públiques del Cornell Lab cada any.

## Organització
El Laboratori és una unitat administrativa de la Universitat de Cornell. Té una junta administrativa independent de 30 membres que és designada pel Consell de Síndics de Cornell. A partir de l'any fiscal 2010, el laboratori té un pressupost anual de 20,5 milions de dòlars i ingressos de 21,9 milions de dòlars. Compta amb 18 membres de personal superior, que inclou vuit que tenen càrrecs de professorat universitari.

## Ciència ciutadana
Recollir les observacions dels ocells quotidians per a ús científic és un segell distintiu del laboratori. Els observadors d'ocells de totes les edats i grau d'expertesa ajuden a recopilar les dades necessàries per capturar una imatge general sobre la distribució i l'abundància de les aus. Prop de 600.000 persones participen en els projectes del Lab. La base de dades eBird permet als observadors d'ocells fer un seguiment de qualsevol de les 10.585 espècies d'ocells que hi ha al món en una única base de dades científica. A l'octubre de 2020, hi havia registrades gairebé 47,7 milions llistes de verificació, incloses observacions de 10.511 espècies.
Els projectes de ciència ciutadana del Laboratori Cornell d'Ornitologia tenen lloc en totes les estacions i inclouen prejectes de menjadores d'ocells, de caixes nius, d'ocells urbans, d'cells forestals, CamClickr i dos projectes en col·laboració. amb la National Audubon Society: eBird i el Great (global) Backyard Bird Count. El Cornell Lab opera moltes càmeres-niu (NestCams) que capturen vídeos en directe d'ocells nidificants a la primavera.

## Recerca
Els científics, els estudiants i els acadèmics visitants de Laboratori Cornell d'Ornitologia estan duent a terme moltes investigacions originals en ecologia del comportament, conservació, educació, biologia evolutiva, sistemes d'informació i genètica de poblacions. Els enginyers del laboratori Cornell també desenvolupen eines de maquinari i programari que s'utilitzen per investigar la comunicació d'ocells i animals i els patrons de moviment.
Al laboratori de Biologia Evolutiva, els investigadors estan extreint ADN d'ocells o exemplars vius per descobrir les relacions entre espècies.
A més de molts estudis i articles publicats, el Departament de Ciències de la Conservació del Laboratori de Cornell ha elaborat guies per a gestors de terres destinades a conservar poblacions cada vegada més reduïdes de piranga alanegra, tords de bosc i altres ocells forestals. El laboratori va treballar amb Partners in Flight per identificar espècies en ràpid declivi i produir el primer pla de conservació d'ocells terrestres d'Amèrica del Nord. El personal del laboratori també va treballar amb diversos socis per crear el primer informe State of the Birds el març de 2009.
El programa de conservació d'ocells neotropicals del laboratori està recopilant dades de referència sobre les poblacions d'ocells a Mèxic, on molts ocells nord-americans passen els hiverns, i ajuda els seus col·legues d'altres països amb formació i recursos en conservació.
El Laboratori Cornell d'Ornitologia va liderar el braç científic de la recerca del picot negre bec d'ivori, supervisat pel Servei de Pesca i Fauna Salvatge dels EUA des del 2004 al 2009.
Actualment, els científics del laboratori estan involucrats amb socis de la indústria, agències governamentals i organitzacions no governamentals en l'establiment de prioritats de recerca per entendre millor l'impacte de les instal·lacions d'energia eòlica en els ocells i els ratpenats.

## Investigació en bioacústica
El programa de recerca en bioacústica (BRP) del laboratori crea dispositius d'enregistrament remot utilitzats pels investigadors en projectes d'arreu del món. Aquestes unitats d'enregistrament autònoms (ARU) consisteixen en un disc dur, una carcassa i una matriu de micròfons que es poden muntar en un bosc o ancorar-se al fons de l'oceà. Les ARU s'han utilitzat en el Projecte d'escolta d'elefants a l'Àfrica, estudis de balenes, i en la recerca del picot de bec d'ivori.
BRP també ha desenvolupat programes de programari d'anàlisi de so anomenats Raven i Raven Lite. Els enginyers estan treballant en etiquetes de ràdio programables per fer un seguiment dels ocells i altres animals durant períodes més llargs i per seguir les migracions dels ocells.

## Arxius de media
Des dels seus primers dies, el Laboratori Cornell d'Ornitologia ha tingut un interès especial pels sons d'ocells i animals. El fundador Arthur Allen i els seus estudiants van ser pioners en el camp, enregistrant els primers cants d'ocells en una banda sonora de pel·lícula.
La Biblioteca Macaulay s'ha ampliat des d'aleshores i és ara el principal arxiu científic del món d'àudio, vídeo i fotografies d'història natural. La biblioteca acull més de 14 milions d'àudios, vídeos i fotografies. Els arxivers de la Biblioteca de Macaulay continuen organitzant expedicions per recollir sons, imatges i vídeos de la vida salvatge d'arreu del món per ampliar l'arxiu.

## Ciència de la informació
La unitat de Ciència de la Informació crea l'estructura subjacent que fa que funcionin els projectes de ciència ciutadana del Laboratori Cornell. També converteix grans quantitats de dades en gràfics, mapes i taules. Els programadors informàtics del laboratori van construir la infraestructura per a Birds of North America Online i ara coordinen l'Avian Knowledge Network, un esforç sense precedents per enllaçar els registres de dades d'ocells conservats a institucions de tot l'hemisferi occidental. A l'octubre de 2009, l'AKN contenia més de 66,5 milions de registres, accessibles a tothom.

## Museu de Vertebrats de la Universitat de Cornell
El Museu de Vertebrats de la Universitat de Cornell també es troba al Johnson Center i conté 1.230.000 exemplars de peixos, 44.300 amfibis i rèptils, 45.000 ocells, 3.200 ous i 15.000 mamífers, alguns ara extints. Els estudiants i els científics utilitzen les col·leccions en els seus estudis.